# 疣枝润楠
疣枝润楠（学名：Machilus verruculosa），为樟科润楠属下的一个植物种。